# My Favourite Game
«My Favourite Game» (с англ. — «Моя любимая игра») — песня группы The Cardigans, написанная Ниной Перссон и Питером Свенсоном. Является восьмым треком и первым синглом альбома 1998 года Gran Turismo. Песня обрела небольшой международный успех, заняв третье место в Швеции и 14-е место в Великобритании. Она также вошла в топ-40 в нескольких европейских странах и Новой Зеландии. Несмотря на то, что сингл не попал в чарты Billboard Hot 100 США и его аналога на радио, он достиг 16-го места в чарте Billboard Modern Rock Tracks.

## Запись
«My Favourite Game» была написана между маем и июлем 1998 года гитаристом Питером Свенсоном и вокалисткой Ниной Перссон во время записи четвёртого студийного альбома группы Gran Turismo. Как и другие песни альбома, её запись проходила в новой студии Торе Йоханссона Country Hell в Скуруп, Швеция. Перссон начала с припева, который «так быстро слился с музыкой, что их нельзя было разъединить». Впоследствии она написала текст, который «давал смысл припеву». Это позволило ей «напихать много текста в стихи» в отличие от других песен Cardigans, таких как «Erase/Rewind», где текста намного меньше.

## Критика
Чак Тейлор из журнала Billboard написал:
Первый сингл с грядущего четвертого студийного альбома шведской группы уже завоевывает популярность в Великобритании и, похоже, сможет найти поддержку в США. Не ожидайте милых обертонов «Lovefool», этот трек соответствует направлению рок-группы. Во главе с электрогитарой, нечетким басом и характерным вокалом солистки Нины Перссон песня излучает заводную атмосферу.

## Видеоклип
Музыкальный клип на песню снял шведский режиссер Йонас Окерлунд. Съёмки длились три дня в пустыне Мохаве близ Барстоу, штат Калифорния, они обошлись в 220 000 фунтов стерлингов. Нина Перссон рассказывала, что во время съемок ей было очень жарко и несколько раз требовался кислород, так как температура воздуха составляла 110 °F (43 °C).

## Список композиций
- CD-сингл, Pt. 1

1. «My Favourite Game» — 3:36
2. «War» (First try) — 4:07
3. «Sick & Tired»(live) — 3:24

- CD-сингл, Pt. 2

1. «My Favourite Game» — 3:36
2. «My Favourite Game»(Wubbledub mix) -
3. «Lovefool»(live) -

- CD макси-сингл

1. «My Favourite Game» — 3:36
2. «War (First try)» — 4:07
3. «War» — 3:56

## Чарты
Песня «My Favourite Game» стала самым успешным синглом с альбома Gran Turismo. Она единственная из альбома и вторая в истории группы после «Lovefool», сумевшая попасть в американский чарт Billboard Modern Rock Tracks, где добралась до 16 места. В Швеции сингл дебютировал на 21 месте в чарте Swedish Top 100 Singles Chart и достиг третьего места в ноябре 1998 года. Всего же он восемнадцать недель продержался в чарте. В Великобритании сингл дебютировал на четырнадцатой позиции.
| Чарт (1998—1999)                    | Высшая позиция |
| ----------------------------------- | -------------- |
| Australia (ARIA)                    | 61             |
| Бельгия/Фландрия (Ultratop 50)      | 44             |
| Канада (RPM Top Singles)            | 68             |
| Europe (Eurochart Hot 100)          | 29             |
| Франция (SNEP)                      | 27             |
| Германия (GfK)                      | 90             |
| Greece (IFPI)                       | 1              |
| Iceland (Íslenski Listinn Topp 40)  | 12             |
| Ирландия (IRMA)                     | 13             |
| Нидерланды (Dutch Top 40)           | 14             |
| Нидерланды (Single Top 100)         | 15             |
| Новая Зеландия (Recorded Music NZ)  | 36             |
| Poland (LP3)                        | 25             |
| Шотландия (OCC Scotland)            | 10             |
| Швеция (Sverigetopplistan)          | 3              |
| Великобритания (OCC UK Singles)     | 14             |
| США (Billboard Alternative Airplay) | 16             |

| Чарт (1998)                          | Позиция |
| ------------------------------------ | ------- |
| Sweden (Sverigetopplistan)           | 25      |
| UK Singles (Official Charts Company) | 122     |

| Чарт (1999)                      | Позиция |
| -------------------------------- | ------- |
| US Alternative Songs (Billboard) | 39      |

| Регион | Сертификация | Продажи |
| --- | ------------ | ------- |
| Швеция (GLF) | Золотой      | 15 000^ |
| Великобритания (BPI) | Золотой      | 400 000 |
| ^ Данные о тиражах приведены только на основе сертификации. · Данные о продажах + прослушиваниях приведены только на основе сертификации. |              |         |